# Drimia anomala
Drimia anomala är en enhjärtbladig växtart som först beskrevs av Baker, och fick sitt nu gällande namn av Baker. Drimia anomala ingår i släktet Drimia och familjen sparrisväxter. Inga underarter finns listade i Catalogue of Life.